# Jean-Pierre Gorges
Jean-Pierre Gorges, né le 3 août 1953 à Gonesse (Seine-et-Oise, aujourd'hui Val-d'Oise), est un homme politique français. Il est maire de Chartres et président de la communauté d'agglomération Chartres Métropole depuis 2001. Il a été député de la première circonscription d'Eure-et-Loir de 2002 à 2017.

## Débuts en politique
Aux élections municipales chartraines de 1995, Jean-Pierre Gorges se présente en 6e position sur la liste de Mathieu Brétillard, candidat sans étiquette.
À la suite de cette élection, Jean-Pierre Gorges crée l'association « Chartres, votre ville », qui dénonce principalement la gestion financière de la ville par la municipalité socialiste, dont le maire était Georges Lemoine.
Lors de l'élection municipale de 2001, Éric Chevée (UDF) forme un « ticket » avec Marie-Claire Carrère-Gée (RPR), récemment implantée en Eure-et-Loir, avec le soutien officiel du RPR et de l'UDF. Jean-Pierre Gorges constitue une liste dissidente soutenue par Démocratie libérale, en fédérant des personnalités issues du RPR, de l'UDF et du MPF ainsi que de la société civile. Sa liste arrive en tête au second tour, devant la liste unie de la gauche menée par Pascal Ory, issue de la fusion de la liste officiellement soutenue par le PS et de la liste de la gauche alternative et associative « Énergies citoyennes ».

## Maire de Chartres
Jean-Pierre Gorges devient maire de Chartres et est élu à la présidence de la communauté d'agglomération chartraine (COMACh) où la droite est devenue majoritaire grâce à sa victoire à Chartres et à celle de Jacques Morland (DVD) à Lucé. À l'initiative de Jean-Pierre Gorges, l'agglomération abandonne le signe COMACh au profit de l'appellation « Chartres Métropole ».
Après son élection, Jean-Pierre Gorges lance un programme de grands chantiers à Chartres, souvent critiqués par son opposition municipale, et qui modifient profondément la morphologie de la ville,.
L’opération de rénovation urbaine entreprise par le maire se concentre d’abord sur le quartier historique et les boulevards de la ville. En 2005, la mairie inaugure un parking souterrain dans le centre-ville de Chartres afin de réduire le stationnement en surface et de développer la circulation piétonne,. En 2007, Jean-Pierre Gorges inaugure la médiathèque « L’Apostrophe », située dans l’ancien hôtel des Postes rénové par Paul Chemetov.
En parallèle, une série de programmes de rénovation est lancée à partir de 2007 dans le quartier de Beaulieu, rebaptisé quartier des Clos en 2017. Les barres Hlm sont détruites et remplacées par de nouveaux logements, des équipements publics et des commerces,.
Lors des élections municipales de 2008, Jean-Pierre Gorges est réélu avec 56,26 % des voix au second tour.
Il inaugure à Chartres en 2009 le plus grand complexe aquatique de France, l'Odyssée, dont la construction avait été lancée durant son premier mandat,.
En 2010, la mairie de Chartres lance le réaménagement du plateau situé au Nord-Est de ville. Le projet comprend un programme de construction de 3 544 logements et de 130 000 m2 de surfaces commerciales. Dans ce cadre, la ville acquiert en 2013 les terrains de l’ancienne base aérienne 122 Chartres-Champhol, fermée par l’Armée de l’air en 1997,. Après avoir été retoqué par la commission nationale d’aménagement commercial, ce plan est modifié en 2019. Le projet doit à terme comprendre un parc des expositions dessiné par l’architecte Rudy Ricciotti.
Après les élections municipales de 2014, Jean-Pierre Gorges obtient un nouveau mandat, sa liste ayant obtenu 53,5 % des suffrages au premier tour.
En 2015, la mairie lance les travaux d'aménagement du quartier entourant la gare de Chartres. En octobre 2018, le nouveau bâtiment voyageur de la gare est inauguré. Le projet s'accompagne de la construction de logements et de nouveaux équipements culturels et sportifs.
En 2016, la mairie lance le chantier de nouveaux équipements culturels sur les boulevards de Chartres. Un nouveau théâtre, le « Off », est inauguré en septembre 2022.
Lors des élections municipales de 2020, Jean-Pierre Gorges est réélu maire pour un troisième mandat après que sa liste l'a emporté au premier tour. Il est également réélu à la tête de Chartres Métropole.
En juin 2022, Jean-Pierre Gorges inaugure le nouveau pôle administratif de la mairie et de l’agglomération autour de l’hôtel Montescot dessiné par l’architecte Jean-Michel Wilmotte.
Entre 2013 et 2023, 500 caméras de vidéosurveillance sont installées à l’échelle de la métropole. En avril 2023, la mairie de Chartres met en place un centre de gestion mutualisé de ces dispositifs pour les communes de l'agglomération.

## Député
Député depuis 2002, réélu en 2007 avec seulement 59 voix d'avance, Jean-Pierre Gorges fait partie du groupe UMP et de la commission des finances de l'Assemblée nationale. Deux recours sont déposés auprès du Conseil constitutionnel quant à la validité de ce scrutin.
L'annulation du scrutin par le Conseil constitutionnel, le 19 novembre 2007, est fondée par « l'organisation par M. Gorges, en sa qualité de président de l'office public d'HLM de Chartres, de 18 cérémonies d'inauguration de logements entre mars et avril 2007, auxquelles il a participé ». « La répétition de ces manifestations dans un délai rapproché revêt le caractère d'une manœuvre qui, eu égard à la faiblesse de l'écart de voix (57 voix), a altéré le résultat du scrutin », estime le Conseil constitutionnel.
Il est finalement battu par la socialiste Françoise Vallet lors de la législative partielle du 3 février 2008, par 56,26 % contre 43,74 %.
Il est alors l'auteur de l'un des six recours déposés contre cette élection le 13 février. Ces recours dénoncent l’intrusion de l’hypermarché Leclerc de Luisant et de son PDG Olivier Ducatel. Ce dernier reprochant à Jean-Pierre Gorges de l’empêcher d’installer son supermarché dans la zone de Barjouville. Celui-ci affirme préférer ainsi défendre le petit commerce. La distribution de tracts appelant à voter contre le maire de Chartres, le fait que Françoise Vallet se soit rendue dans cet hypermarché en compagnie de Ségolène Royal et qu’elle ait manifesté devant la mairie de Chartres avec des salariés sont les raisons invoquées pour expliquer ces recours.
L'élection de Françoise Vallet est annulée en juin 2008 par le Conseil constitutionnel qui la déclare inéligible. Le 3 juillet 2008, Jean-Pierre Gorges annonce publiquement sa candidature à l'élection législative partielle qui a eu lieu en septembre 2008. Il remporte cette dernière en recueillant 50,94 % des voix contre 49,06 % à David Lebon (PS), et retrouve donc son siège de député.
En 2011, il est rapporteur de la commission d’enquête sur les emprunts toxiques qui donne lieu au dépôt d’une proposition de loi interdisant ces pratiques, co-signée avec le député PS Claude Bartolone. Il est également membre de la commission d’évaluation de la loi sur la défiscalisation des heures supplémentaires (loi TEPA).
Jean-Pierre Gorges est investi par l'UMP pour être candidat dans la première circonscription d'Eure-et-Loir en 2012. Lors du second tour, le Front national d'Eure-et-Loir appelle ses électeurs à voter pour lui, il l'emporte au second tour avec 50,8 % des voix, le 17 juin 2012. Cette élection est également entachée, selon un témoignage rapporté par Mediapart[source insuffisante].
En 2013, il dépose une proposition de loi visant à étendre aux artisans le statut des auto-entrepreneurs. L’année suivante, il est nommé vice-président de la commission d’enquête sur les 35 heures.
Jean-Pierre Gorges dépose en 2016 une proposition de loi visant à réserver le statut de fonctionnaire aux 700 000 agents exerçant une fonction régalienne, excluant ainsi de ce statut 4,7 millions de personnes travaillant dans la fonction publique, afin de réaliser des économies budgétaires. Ce texte, co-signé avec 86 députés de droite, suscite de vives réactions de la part de la fédération CGT des services publics et du Conseil supérieur de la fonction publique territoriale.

## Élection présidentielle de 2017
Jean-Pierre Gorges est, en janvier 2016, l'un des quatre candidats à la présidence du parti Nous Citoyens, mais il se retire avant le début du scrutin.
Le 9 septembre 2016, Jean-Pierre Gorges annonce sa candidature à l'élection présidentielle de 2017. Se présentant comme un « républicain indépendant », il fait le choix de se présenter sans tenir compte des souhaits de sa famille politique. Il crée son propre mouvement, baptisé « La France, c'est vous ! », d'après le titre de son livre-programme édité au Cherche midi en septembre 2016,.

## Élection présidentielle de 2022
Le 10 septembre 2021, le maire de Chartres reçoit la candidate à la primaire de la droite Valérie Pécresse en vue de l'élection présidentielle de 2022. Il lui assure son total soutien pour la prochaine élection. Il est nommé, le 24 septembre, orateur de la candidate et présidente de la région Ile-de-France, comme trente autres personnalités politiques. Cela consiste à relayer localement les idées de Valérie Pécresse.

## Prises de position
Le député Jean-Pierre Gorges s'est notamment illustré pour sa prise de position sur la question des interventions de la France en Iraq et en Syrie : il est le seul député à avoir voté contre les frappes en Iraq ainsi que sur la prolongation des frappes en Syrie en novembre 2015.
Durant sa candidature à l’élection présidentielle de 2017, il défend une plus grande décentralisation. Dans son livre programme « La France, c'est vous ! », il se prononce notamment pour la mise en place d’un contrat unique et pour une maîtrise de la dette, ainsi que pour une plus grande autonomie donnée aux élus locaux.

## Synthèse des mandats
- Depuis 2001 : maire de Chartres et président de la Communauté d'agglomération Chartres Métropole
- 19 juin 2002 - 29 novembre 2007 : 14 septembre 2008 - 20 juin 2017 : député de la 1re circonscription d'Eure-et-Loir, membre de la commission des Finances

## Controverses
En novembre 2018, Jean-Pierre Gorges déclare avoir refusé au printemps précédent l’installation d’une plateforme de logistique à Chartres, promettant la création de 2 000 emplois,. Le maire motive sa décision en critiquant la nature précaire de ces emplois, susceptibles de modifier « l’équilibre sociologique » de la ville sur le long terme,,. Cette information, reprise par des médias nationaux, suscite une polémique. À la sortie d'un conseil municipal le 22 novembre 2018, Jean-Pierre Gorges menace Paul Larrouturou de l'émission Quotidien, alors que le journaliste l'interrogeait à ce sujet,,,,.
Le 29 janvier 2021, il est condamné par le tribunal judiciaire, pour injures publiques à l'encontre du conseiller municipal écologiste Quentin Guillemain, à qui il avait déclaré qu'il « méritait deux claques »,,,. Le 31 mai 2022, la cour d’appel de Versailles annule les poursuites à l’encontre du maire.
En avril 2021, une plainte est déposée à son encontre pour prise illégale d'intérêt, par les conseillers municipaux d'opposition Quentin Guillemain, Brigitte Cottereau, Jean-François Bridet (également conseiller régional) ainsi que par plus d'une dizaine de citoyens,. Cette plainte, dénonçant un délit étant passible d'une peine maximale de cinq ans d'emprisonnement et 500 000 euros d'amende et d'une peine complémentaire d'inéligibilité, se fonde sur trois délibérations concernant des votes de « protection fonctionnelle » de Jean-Pierre Gorges. Parmi ces délibération, le 10 décembre 2020, à la suite d'une plainte de sa part pour diffamation envers le journal satirique Cactus press, il prend part au vote afin de s'octroyer cette protection juridique alors qu'il est à la fois juge et partie, caractérisant une situation manifeste de conflit d'intérêts.
En mai 2022, la Chambre régionale des comptes Centre-Val-de-Loire publie un rapport critiquant la « situation financière préoccupante » de la société publique locale Chartres Aménagement et le manque de transparence dans sa gestion. Celui-ci est suivi, en septembre, d'un deuxième rapport sur le fonctionnement de la métropole de Chartres entre 2014 et 2021,. Les rapporteurs épinglent la « trajectoire financière » de la métropole, qui n'est selon leurs conclusions « pas soutenable à terme », et la prévention insuffisante des conflits d'intérêts concernant « la participation des élus de Chartres Métropole aux organes de gouvernance des établissements publics locaux ». À la suite d'un recours déposé par Chartres Aménagement, la Chambre régionale des comptes rectifie la quasi-totalité de son premier rapport la concernant, en raison d'erreurs matérielles.
Le 21 mars 2023, Jean-Pierre Gorges est placé en garde-à-vue puis mis en examen le lendemain pour « abus d’autorité par une personne dépositaire de l’autorité publique ». Cela fait suite à une plainte par la société Klecar, filiale de la société immobilière Klépierre, propriétaire des commerces de la galerie marchande de Carrefour Chartres. Cette procédure a été lancée en 2018 dans le cadre du projet d’aménagement du plateau nord-est de la ville, comprenant la vente d’un centre commercial. Bernard Orts, ancien directeur général des services de la ville, est également mis en examen pour complicité. Jean-Pierre Gorges réagit en affirmant que cette procédure s’inscrit dans le cadre d’un litige avec la société Klépierre en cours depuis 2014, ayant déjà fait l’objet de nombreuses procédures administratives sans suite contre la ville de Chartres.
Le 25 juin 2023, le premier édile de Chartres déclare ne pas être climatosceptique mais se réclame « climatoréaliste ». Cette association, dénuée de climatologues, est connue pour ses positions climatodénialistes,.
En octobre 2024, Jean-Pierre Gorges fait abattre 10 arbres, des robiniers d’une quarantaine d’années, qui se trouvaient devant la cathédrale de Chartres, pour les remplacer par des parasols avec des leds, opération d’un montant de 300 000 euros. L'abattage s'est déroulé en pleine nuit, entre 3h et 5h du matin, afin d'éviter que les riverains s'y opposent,.